# كلية إلمز
كلية سيدة الآلهة، والتي تسمى غالبًا كلية إلمز [[إنج|Elms College]]، هي كلية فنون ليبرالية كاثوليكية تقع في شيكوبي، ماساتشوستس، بالقرب من سبرينغفيلد.

## التاريخ
شاركت أخوات القديس يوسف وأبرشية سبرنجفيلد في تأسيس إلمز كأكاديمية تحضيرية للبنات في بيتسفيلد، ماساتشوستس، أكاديمية سيدة إلمز، في عام 1897.  في عام 1899، القس قام جون مكوي والأسقف توماس بيفن من أبرشية سبرينغفيلد بشراء ممتلكات في شيكوبي وأصبحت كلية القديس يوسف العادية.
في عام 1927 قدمت أخوات القديس يوسف التماسا لكومنولث ماساتشوستس لتأجير المدرسة باعتبارها كلية للفنون الليبرالية النسائية مع التخصص في التعليم، ووفق على الميثاق في عام 1928م، وغير اسمها إلى كلية السيدة العذراء. مع القس توماس ماري أوليري كأول رئيس. من خلال الجهود التي بذلتها أخوات القديس يوسف ورجال دين أبرشية سبرينغفيلد، وسعت المناهج الدراسية خلال الأربعينيات والخمسينيات من القرن الماضي، وفي عام 1953م، أنشئ برنامج مسائي.
لتلبية احتياجات المجتمع المحيط، وضعت كلية إلمز برامج البكالوريوس في التمريض، وإدارة الأعمال، وعلوم واضطرابات التواصل خلال الستينيات والسبعينيات. في أواخر الثمانينات، أنشئت كلية ويكيند، والدراسات شبه القانونية والدراسات القانونية وبرنامج درجة الماجستير في الآداب في التدريس.
في عام 1994 افتتحت كلية إلمز مركز ماكوايرللصحة واللياقة البدنية وألعاب القوى التي تضم غرفة التمارين الرياضية/الأوزان وحوض سباحة من ستة طوابق يبلغ طوله 25 متراً وصالة للأرضيات الخشبية ومسار مطاطي مرتفع بطول 100 متر، ومرفق الطب الرياضي، وغرفة غسيل، وأربع غرف لخلع الملابس.
صوت مجلس أمناء كلية إلمز من 23 إلى 5 أصوات لبدء قبول الرجال، بدءًا من العام الدراسي 1998-1999م، وذلك في 7 أكتوبر 1997.

## الحرم الجامعي
يقع الحرم الجامعي على بعد حوالي ميلين شمال مركز مترو سبرينغفيلد بولاية ماساتشوستس، ويحتوي على 14 مبنى.  في عام 2014 م، أكملت كلية إلمز إنشاء مركز العلوم الطبيعية والصحة، وهو أول مبنى أكاديمي لها منذ أكثر من 30 عامًا.

## أكاديميون
إلمز هي كلية الفنون الليبرالية لمدة أربع سنوات. وتقدم ثلاثة وثلاثين تخصصا أكاديميا لـ 814 من طلاب المرحلة الجامعية بدوام كامل، وتوظف 67 أعضاء هيئة التدريس بدوام كامل.. [بحاجة لمصدر]
من الناحية الأكاديمية، تنقسم الكلية إلى قسم الأعمال، قسم علوم الاتصال واضطراباته، قسم التعليم، قسم العلوم الإنسانية والفنون الجميلة، قسم العلوم الطبيعية، الرياضيات والتكنولوجيا، قسم العلوم الاجتماعية.
في عام 2013 أصبح مسمى قسم التمريض مدرسة التمريض.

## الحياة الطلابية
تشمل التقاليد إلمز نايت، وهو حدث في بداية فصل الخريف للترحيب بطلاب السنة الأولى القادمين. يبدأ الحدث بعشاء في الهواء الطلق حيث تتم دعوة جميع الطلاب والموظفين. يشجيع المبتدئون من قبل كبار السن على الغناء بضع كلمات من أغنية مختارة خلال العشاء. بعد العشاء يجتمع الجميع في قاعة بيرشمان في روتوندا. ثم يغنون أغنية البوب. عند هذه النقطة في المساء يرمي كبار السن عناصر من شرفة الطابق الثاني إلى المبتدئين في الطابق الأول. تقليديا، كانت العناصر قبعات صغيرة. الآن تختلف من مناشف إلى محافظ أو غيرها من البنود. غالبًا ما يحتفظ طالب كلية إلمز بهذا العنصر على الأقل حتى التخرج.

### الألعاب الرياضية
حصلت كلية إلمز بلازرز على لقبها من التقاليد القديمة عندما يتلقى طلاب السنة الثانية «الحلل» لارتدائها كحق أقدمية. على الرغم من توقف هذا التقليد منذ فترة طويلة، إلا أن اسم الفريق قد توقف استعماله.
ألوان فريق كلية إلمز بلازر هي الأخضر والذهبي والأبيض. أشجار الدردار تتنافس في مؤتمر الجماعية نيو إنجلاند في القسم الثالث المستوى كجزء من جمعية وطنية جماعية رياضية في لعبة البيسبول، كرة السلة، الجري الطويل، الغولف، كرة القدم، الكرة اللينة، الكرة الطائرة، الهوكي، اللاكروس، و السباحة.  تستند ألعاب القوى في إلمز إلى مركز ميكواي. 

## الانتماءات الثقافية
كلية إلمز هي مقر لمنظمتين غير ربحتين تروجان لفنون وثقافات طائفتين عرقيتين هاجرتا تاريخيا إلى ولاية ماساتشوستس الغربية.
- المركز الثقافي الأيرلندي في كلية إلمز
- المركز البولندي للاكتشاف والتعلم في كلية إلمز

## أعضاء هيئة التدريس البارزين
- بول جنكينز، أستاذ الشعر
- توماس مايكل أوليري، المؤسس المشارك والرئيس الأول لكلية إلمز
- جون إلدر روبسون، أستاذ مساعد، مؤلف كتاب التوحد لكتابين، شقيق أوغستين بوروز
- كريستوفر جوزيف ويلدون، رئيس كلية إلمز من 1958 إلى 1977

## خريجون متميزون
- جوان هارتلي، سياسي كونيتيكت، نائب الرئيس برو تيمبور من مجلس شيوخ ولاية كونيتيكت [6]
- مايك ليما، لاعب كرة القدم في اتحاد كرة القدم الأمريكي الممتاز